# Hypoleria sanbernardi
Hypoleria sanbernardi är en fjärilsart som beskrevs av Felix Bryk 1953. Hypoleria sanbernardi ingår i släktet Hypoleria och familjen praktfjärilar. Inga underarter finns listade i Catalogue of Life.